# الإيضاح في علل النحو
الإيضاح في علل النحو كتاب في النحو للعلامة الزجاجي تناول فيه العلة النحوية فعرفها وبين انواعها وأقسامها وبين مفهوم المدرسة النحوية والمذهب النحوي وذكر نماذج للعلل النحوية ومسائل كثيرة مختلفة.

## روابط خارجية
- الإيضاح في علل النحو - المكتبة العربية